# Ludovic Obraniak
Ludovic Obraniak (Longeville-lès-Metz, 1984. november 10. –) francia születésű, lengyel válogatott labdarúgó, jelenleg a Werder Bremen játékosa. Posztját tekintve középpályás.

## Pályafutása

### Klubcsapatban
Pályafutását
Labdarúgó pályafutását a Metz utánpótlás csapataiban kezdte. Az első csapatban a 2003–04-es szezon vége fele egy Bordeaux elleni mérkőzésen mutatkozhatott be. 2007-ig volt a Metz játékosa. Ekkor a Lille-hez igazolt.
2011-ben a Lille játékosaként megnyerte a francia bajnokságot és a francia kupát. 2007 és 2012 között összesen 152 mérkőzésen lépett pályára és 25 gólt szerzett.
2012 januárjában három és féléves szerződést kötött a Bordeaux-val. Februárban idegenben győzték le volt csapatát a Lillet 5–4-re, ahol két gólt lőtt.

### A válogatottban
2004-ben egy alkalommal szerepelt a francia U21-es válogatott. A nagyapja után megkaphatta a lengyel állampolgárságot.
A lengyel válogatottban 2009. július 23-án debütált egy Görögország elleni barátságos mérkőzésen. A találkozó 2–0-s lengyel győzelemmel zárult és mindkét gólt Obraniak szerezte.
Az Európa-bajnoki keretszűkítést követően a szövetségi kapitány Franciszek Smuda nevezte őt a 2012-es Eb-re készülő 23 fős keretébe.

### Válogatottban szerzett góljai
| #  | Dátum               | Helyszín                 | Ellenfél         | Eredmény | Végeredmény | Kiírás     |
| -- | ------------------- | ------------------------ | ---------------- | -------- | ----------- | ---------- |
| 1. | 2009. augusztus 12. | Bydgoszcz, Lengyelország | Görögország      | 1–0      | 2–0         | Barátságos |
| 2. | 2009. augusztus 12. | Bydgoszcz, Lengyelország | Görögország      | 2–0      | 2–0         | Barátságos |
| 3. | 2010. október 12.   | Montréal, Kanada         | Ecuador          | 2–1      | 2–2         | Barátságos |
| 4. | 2010. november 17.  | Poznań, Lengyelország    | Elefántcsontpart | 2–1      | 3–1         | Barátságos |
| 5. | 2012. június 2.     | Varsó, Lengyelország     | Andorra          | 1–0      | 4–0         | Barátságos |

## Sikerei, díjai
Lille
- Ligue 1: győztese, 2010–11
- Coupe de France: győztese, 2011